# خاتون بيرسين بشاران
خاتون بيرسين بشاران (ولدت في عام 1927 وتوفت في عام 1997) معلمة تركية. تعد خاتون بيرسين زوجة الكاتب محمد بشاران وتُلقب أيضاً بلقب أليف في روايات وقصص بشاران.
ولدت خاتون بيرسين في قرية صغيرة تقع بالقرب من PAZARÖREN بمدينة قيصري. وعندما توفي والدها بداخل سجن كان يوجد به بسبب دعوى قضائية تتعلق بإحدى الأراضي قد ترملت والدتها وهي في العشرين من عمرها. ولم تتمكن خاتون بيرسين من أن تعيش طفولتها بسبب ظروف الحياة الصعبة. وقد تحررت من ذلك بالتحاقها بمعهد القرية في PAZARÖREN. وكانت طالبة مجتهدة. وعقب تخرجها التحقت بمعهد القرية العالي بحسان أوغلان. وكان مشروع التخرج بعنوان " الملابس في قرية كوماجيل. وكتبت خاتون بيرسين مقالة بعنوان " العمة أليف " في مجلة " معهد القرية " حيث أصدرها معهد القرية العالي وكانت هذه المقالة تعرض الحقائق المذهلة والتي تعبر عن محنة نساء القرية ومحنة نسائنا. وكانت تلك المقالة تنتقد بشدة الأطراف الأخرى خلال قضية حسن علي – كنعان أونر.
وعندما أنهت خاتون دراستها العليا ارتبطت بمحمد بشاران. وعندما أسُتبعد بشاران من مدرسة الظباط كضابط إحتياطي قامت خاتون بانتظاره ثلاث أعوام. وعملت خاتون كمعلمة بالمدرسة الإبتدائية في قرية كاينارجا. ثم بعد ذلك قامت خاتون بالتدريس في المدارس الابتدائية " هافران – إدرميت بمدينة باليكسير. وأُرُسلت خاتون بيرسين إلى لندن لمدة عام واحد وحازت على مكافأة النجاح أثناء تنصيبها كمساعد مدير في مدرسة إيرينكوي الثانوية للبنات بإسطنبول. وكتبت ملاحظاتها وانطباعاتها عن التعليم الإنجليزي هناك في مجلة " IMECE ". وواصلت خاتون بيرسين تأليفها السري والذي بدأته مع " العمة أليف".
وكانت الحياة المهنية لخاتون بشاران ناجحة للغاية، ولكن كانت حياتها الخاصة في متاعب كثيرة. حيث أن إبنتها الأولى فيليز بشاران قد ولدت بثقب في القلب. وخضعت لجراحة القلب المفتوح. أما بنتها الثانية دنيز فقد تخرجت من كلية الإقتصاد. وكان ذلك الوقت به أعوام حافلة بالأحداث. فكانت إبنتها دنيز عضو في مجموعة ثورية. وقد أنهت حياتها من خلال انتحارها. وتأثرت خاتون بيرسين بهذا الحدث للغاية. وعقب سبع أعوام من وفاة إبنتها توفيت خاتون بيرسين من خلال إصابتها بسرطان الرئة. وعقب وفاتها نشر زوجها الجزء الذي يوضح فترة صراعها مع السرطان في كتاب بعنوان «قراص النبات الأرجواني في منزلي المفضل».